# Jordi Curós i Ventura
Jordi Curós i Ventura (* 4. März 1930 in Olot; † 14. Juni 2017 in Barcelona) war ein spanischer Zeichner und Maler, der die Escola d’Arts i Oficis besucht hatte. Nach einer ersten künstlerischen Phase, in der er hauptsächlich als Zeichner hervorgetreten ist, folgte von 1958 bis 1963 eine Phase nichtfigurativer Malerei. In seiner Spätphase wechselte er zu einer farbenfrohen figurativen Malerei.

## Das Phänomen
Jordi Curós absolvierte von 1943 bis 1947 die Escola d’Arts i Oficis, die Kunsthochschule von Olot. Er gehörte allerdings zu der Gruppe von Olotenser Künstlern, die bereits im Anfang der Karriere den Rahmen ihrer Olotenser Herkunft gesprengt hatten. Entsprechend wirft der Kunstkritiker Sempronio in seinem Curós-Artikel folgende Fragestellung auf: „Wie behandelt man einen Maler, der zwar in Olot geboren, aber sich unbeirrt von dem Olotenser Kunstlokalismus in einer vollkommenen eigenen Richtung entwickelt hat?“ Man erzählte von Curós, dass Salvador Dalí, als er erstmals von ihm ein Bild sah, sagte: „Das ist doch ein deutscher Maler!“ Tatsächlich war dieser Künstler in seiner Frühphase total expressionistisch ausgerichtet. Seine Gemälde waren voller Farben; seine Zeichnungen wiesen eine sehr energische Linienführung auf. Curós – obwohl durch und durch Olotenser – hatte von seinem Ansatz her nichts mit der Malerei von Olot zu tun. Er kannte zwar sehr gut die lokale, Olotenser Geschichte, liebte die Leute um sich, den Buchenwald, die Berge und fühlte sich nirgends so wohl wie in Olot. Aber man konnte ihn weder thematisch noch stilistisch ohne weiteres mit den Nachfolgern von Joaquim Vayreda und Josep Berga i Boix in Zusammenhang bringen. Am Ende solcher Untersuchungen kommen dann Kunstkritiker wie Sempronio zu der Wertung, dass Curós Werk zum Besten nicht nur der Olotenser, sondern der gesamten kontemporären katalanischen Malerei gezählt werden muss.

## Die Frühphase
Sempronio schildert in seinem Artikel über Curós, wie er ihn auf dem jährlichen Stadtfest von Olot kennengelernt hat. „Anstatt des angekündigten Künstlers trat mir ein echter Hirte, etwas klein und korpulent, entgegen. Jahre später bat er mich, in Versform die Texte zu einer Auca zu schreiben, die letztlich seine Biografie darstellte. Dabei erfuhr ich, dass er als junger Bursche im Bauernhaus L’Isidret (Zum kleinen Isidor) Schweine gehütet hatte.“ Als richtiger Olotenser Künstler hatte er auch bei L’Art Cristià eine Zeit lang gearbeitet. Die „Fabrik der Heiligen“ ist sozusagen die Essenz des Olotinismus. Er hatte auch an der Kunsthochschule von Olot studiert. Aber sein Denken ging von Anfang an über diesen Olotenser Horizont hinaus. Er hat viele Kunstbücher und zahlreiche Kunstartikel gelesen. Diese Medien stellten für ihn ein offenes Fenster zur Welt dar, das ihm ein freieres, stärkeres, risikobeladeneres künstlerisches Panorama aufzeigte. So lernte er die Kunst des Homo terribilis der Zeit, Vincent van Gogh, und dessen strahlende Sonnen kennen. Diese künstlerische Welt war weit weg von seiner Alltagskunstwelt in Olot, in der er sonntags malte beziehungsweise malen konnte. Seine erste Einzelausstellung hatte Curós 1950 in der Galerie El Jardin de Barcelona. Deren damaliger Leiter Àngel Marsà hatte viel Erfahrung bei der Entdeckung und Etablierung junger Künstler. Andere Künstler wie Rafael Llimona i Benet, Domènec Carles i Rosich, Rafael Benet i Vancells, Joan Teixidor i Comes und Alexandre Cirici i Pellicer hatten sich schon schriftlich oder mündlich für den jungen Curós verwendet. 1951 nahm Curós an dem Oktobersalon in Barcelona teil.

## Die nichtfigurative Phase
Curós lebte künstlerisch aus einer starken Intuition heraus. Der Tatsache bewusst, dass die Zeichnung das Rückgrat der Malerei darstellt, hatte Curós sein Leben lang intensiv gezeichnet. Als Meister des Bleistiftes hatte er in Barcelona 1967 den Ynglada-Guillot Preis erhalten. In seiner nichtfigurativen Etappe von 1958 bis 1963 schuf er zahlreiche farbige Arabesken. Diese reichen in ihrer Ausdruckskraft an vergleichbare Werke von Joan Miró oder Raoul Dufy heran und übertreffen in ihrem kräftigen Lyrismus den Plastizismus von Pablo Picasso. Aufgrund seines rebellischen Naturells ließ er sich in dieser Zeit durch manchen künstlerischen -Ismus versuchen. So wurde er Ende der 1950er- und Anfang der 1960er-Jahre durch den in Paris herrschenden Informalismus und etwas später durch den in der französischen Kunstkritik hochgelobten, schematischen und manchmal rigiden Buffet-Stil beeinflusst. Curós, der seit Anfang der 1950er-Jahre als Künstler zunehmendes Standing erlangte, meisterte diese Versuchungen. 1953 nahm ihn der Kunstexperte Eugeni d’Ors Curós neben den Malern Antoni Tàpies, Miquel Villà i Bassols und Joan Brotat i Vilanova in seinen privaten Kunstfachkreis Salón de los Once (Kreis der elf Kunstweisen) auf.

## Die figurative Spätphase
Curós wurden 1954 und 1958 jeweils über ein Stipendium, das erste durch das Institut français von Barcelona, das zweite durch die Stadt Barcelona, Kunststudienaufenthalte in Paris ermöglicht. Aus Paris kehrte mit einem neuen Ansatz figurativer Malerei zurück. Sein neuer figurativer Ansatz übertrieb nicht das Pittoreske und zeichnete sich durch eine elegante Zurückhaltung aus. Dieses zweite figurative Werk vermeidet jegliche Pedanterie, Arroganz und inhaltsleere Transzendenz. Es wirkt spielerisch und optimistisch. Es verbreitet immer gute Laune. Gleichzeitig zeigt Curós eine totale Offenheit für künstlerische Experimente. Er entwirft Aucas, Kunstkacheln oder bemalt Fächer. So sind vor allen Dingen in Cadaques – durch die Costa Brava inspiriert – lebensfrohe Werke von Himmel, Erde, Luft und Meer und dem Menschen in diesen Elementen entstanden. Curós feierte diese Welt in seiner Kunst.